# Kalibaru (Pakuhaji)
Kalibaru is een bestuurslaag in het regentschap Tangerang van de provincie Banten, Indonesië. Kalibaru telt 8760 inwoners (volkstelling 2010).